# Unity Village (Missouri)
Unity Village è un villaggio degli Stati Uniti d'America, situato nello Stato del Missouri, nella contea di Jackson.